# اسماعیل عیسی
اسماعیل عیسی (انگلیسی: Ismail Easa؛ زادهٔ ۱۹ دسامبر ۱۹۸۹) بازیکن فوتبال اهل مالدیو است.
وی همچنین در تیم‌های ملی فوتبال زیر ۲۳ سال مالدیو و مالدیو بازی کرده است.